# Potres u Nepalu 2015.
Potres u Nepalu 2015. s magnitudom od 7,8 stupnjeva po Richteru te IX (pustošni potres) po Mercallijevoj ljestvici dogodio se 25. travnja. Osim u Nepalu podrhtavanje se osjetilo i u sjevernoj i sjeveroistočnoj Indiji, Tibetu, Kini, Pakistanu i Bangladešu. Epicentar se nalazio oko 80 km sjeverozapadno od glavnog nepalskog grada Katmandua. Hipocentar se nalazio na dubini od 18 km. Prema podacima Američkog geološkog zavoda (USGS), dubina hipocentra bila je 15 km. Dan poslije zabilježen je i nešto slabiji potres od 6,7 stupnjeva.
Potres se smatra jednim od najsnažnijih koji je uzdrmao ovo područje u zadnjih 80 godina. Poginulo je oko 9000 ljudi, a oko 12 000 je ozlijeđeno. Još 78 osoba je poginulo u Indiji, a 27 u Kini. Potres je teško oštetio mnoge spomenike u dolini Katmandu pod zaštitom UNESCO-a. 18 planinara poginulo je penjući se na Mount Everest.